# احمد حلمی عبدالباقی
احمد حلمی عبدالباقی (عربی: أحمد حلمی عبدالباق)، (زاده:۱۸۸۲ – درگذشته: ۱۹۶۳) سیاستمدار و اقتصاددان فلسطینی است.

## زندگی‌نامه
در شهر صیدا در سال ۱۸۸۲ به دنیا آمد
او با پدرش به نابلس نقل مکان کرد و عربی و اصول دین را آموخت. در طول جنگ جهانی اول رهبری گروه داوطلبان ازمیان فرزندان قبایل در عراق را عهده‌دار شد، که در کنار ارتش عثمانی جنگیدند هنگامی که شاهزاده فیصل بن الحسین در شمال سوریه حاکمیت را بدست آورد، احمد حلمی را به عنوان مدیر کل وزارت دارایی (۱۹۱۹–۱۹۲۰) منصوب نمود. وی بعنوان یکی از پایه‌های حزب استقلال عربی شناخته می‌شد، که این حزب در زمان فیصل بعنوان مظهر شناخته شده جمعیت مخفی عربی دختران تأسیس شد.
او در سال ۱۹۲۶ به فلسطین رفت و بعنوان حسابرس کل اوقاف اسلامی تعیین شد وی سپس در سال ۱۹۳۰ از کار خود استعفا داد و با عبدالحمید شومان در ایجاد بانک عرب در فلسطین همکاری نمود و اداره عمومی آنرا برعهده گرفت. سپس بانک کشاورزی را تأسیس نمود تا به کشاورزان برای گرفتن وام‌های کشاورزی کمک کنند. همچنین صندوق ملی را برای نجات زمین‌های عربی مشخص شده‌ای با بدست گرفتن کنترل بر آنها ایجاد نمود.
در سال ۱۹۳۶، با برخی از اعضای کمیته عالی عرب به سیشل تبعید شد و پس از مرگ جنرال اندرو فرمانده تیپ الجلیل در سال ۱۹۴۸ به فلسطین بازگشت.

## درگذشت
او در ژوئن ۱۹۶۳ در شهر لبنان در سرزمین سوق الغرب درگذشت، و پس از انتقال به اورشلیم به خاک سپرده شود.